# Joey Dujardin
Joey Dujardin (Moeskroen, 16 februari 1996) is een Belgisch voetballer die als centrale verdediger speelt. Hij staat onder contract bij KVC Winkel Sport.

## Clubcarrière
Dujardin speelde in de jeugd voor Excelsior Moeskroen en SV Zulte Waregem. Op 28 februari 2015 zat hij voor het eerst op de bank in de competitiewedstrijd tegen KV Mechelen. Op 15 maart 2015 mocht hij op de laatste speeldag van het reguliere seizoen 2014/15 debuteren in de basiself tegen KV Oostende. Bij een 0–2 achterstand aan de rust besloot Francky Dury om Dujardin te wisselen voor middenvelder Mohamed Messoudi. De wedstrijd eindigde uiteindelijk op 1–4 in het voordeel van de bezoekers.
In de zomer van 2015 stapte Dujardin over van Zulte Waregem naar Lokeren, waar hij nooit in het eerste elftal speelde. Lokeren leende hem in 2016 uit aan VW Hamme, dat hem een jaar later definitief overnam. Sinds 2018 speelt hij voor KVC Winkel Sport.

## Interlandcarrière
Dujardin kwam reeds uit voor diverse Belgische nationale jeugdelftallen. Hij speelde onder meer acht interlands voor België –19.

## Statistieken
| seizoen | club             | land   | competitie             | wed. | goals |
| ------- | ---------------- | ------ | ---------------------- | ---- | ----- |
| 2014/15 | SV Zulte Waregem | België | Jupiler Pro League     | 2    | 0     |
| 2015/16 | Sporting Lokeren | België | Jupiler Pro League     | 0    | 0     |
| 2016/17 | → VW Hamme       | België | Eerste klasse amateurs | 26   | 0     |
| 2017/18 | VW Hamme         | België | Eerste klasse amateurs | 28   | 0     |
|         |                  |        | Totaal                 | 56   | 0     |